# سرطانة غدية في الخلايا الصافية
سرطانة غدية في الخلايا الصافية (بالإنجليزية: Clear-cell adenocarcinoma)‏ هي نوع من السرطانة الغدية التي يظهر فيها خلايا صافية. تشمل الأنواع التالية:
- سرطان المهبل الغدي ذو الخلايا الصافية
- سرطانة المبيض ذات الخلايا الصافية
- سرطانة الرحم ذات الخلايا الصافية
- سرطانة الرئة الغدي ذو الخلايا الصافية (والذي يعتبر نوع من سرطانة الرئة ذات الخلايا الصافية)